# Pascale Goetschel
Pour les articles homonymes, voir Goetschel.
Pascale Goetschel est une historienne française, née le 9 juin 1962 à Limoges (Haute-Vienne).

## Biographie
Après des études en classes préparatoires littéraires au Lycée Fénelon (Paris), elle suit un cursus d'histoire à l'Université Paris-Nanterre, et obtient le CAPES d'histoire et de géographie (1985) puis l'agrégation d'histoire (1986). 
Professeure d'histoire-géographie pendant près de quinze ans dans l'enseignement secondaire, elle devient en 2000 maîtresse de conférences puis en 2018 professeure des universités en histoire contemporaine à l'Université Paris 1 Panthéon-Sorbonne.
Spécialiste de l'histoire des spectacles en France au XXe siècle, invitée à ce titre dans plusieurs médias,,, elle a publié de nombreux travaux sur l’histoire du spectacle vivant (de la chanson au théâtre) et de leurs manifestations audiovisuelles au sein des sociétés occidentales contemporaines, particulièrement en France.
Docteure en histoire de l'Institut d'études politiques de Paris, elle a ainsi soutenu en 2000 une thèse sous la direction de Jean-François Sirinelli sur « La décentralisation théâtrale en France, de la Libération aux années 1970 ». Chercheuse au Centre d'histoire sociale du XXe siècle, dont elle a été la directrice de 2014 à 2018, également chercheuse associée au Centre d'histoire de Sciences Po jusqu'en 2014, elle a soutenu en 2016 une habilitation à diriger des recherches en histoire contemporaine à l'Université Paris 1 Panthéon-Sorbonne sur le thème « Théâtre, politique, culture et société en France : pour une histoire contemporaine des spectacles ».
Elle pilote le projet de recherche ANTRACT (Analyse transdisciplinaire des actualités filmées, 1945-1969), lauréat de l'Agence nationale de la Recherche en 2017.
En novembre 2019, elle est une des premières cosignataires (du collectif d’enseignants-chercheurs, Panthéon-Sorbonne) pour la publication d'un tribune parue sur le site du journal Libération et intitulée « Nous sommes les garants de la liberté d’expression à l’université ».
Elle est la codirectrice de la Revue d'histoire culturelle, membre des comités de rédaction de la revue 20&21. Revue d'histoire, de la revue Sociétés et Représentations, et membre des comités scientifiques de la Revue d'histoire du théâtre et de la revue Théâtre(s) Politique(s).

## Ouvrages
- Histoire culturelle de la France de la Belle Époque à nos jours, Paris, Armand Colin, 1994, 4e édition 2014, 279 p. (coauteure avec Bénédicte Toucheboeuf)  (ISBN 978-2200622862)
- Renouveau et décentralisation du théâtre, Paris, Presses universitaires de France, 2004, 574 p.
- La Quatrième République, Paris, Le Livre de Poche, 2004, 2e édition 2011, 574 p. (coauteure avec Bénédicte Toucheboeuf)  (ISBN 978-2253108238)
- Directeurs de théâtre XIXe – XXe siècle. Histoire d’une profession, Paris, Publications de la Sorbonne, 2008, 254 p. (codirigé avec Jean-Claude Yon)
- Histoire culturelle de la France au XXe siècle, Paris, La Documentation française, « La Documentation photographique », n°8077, 2010, 64 p.
- Lire, voir, entendre. La réception des objets médiatiques, Paris, Publications de la Sorbonne, 2010, 400 p. (codirigé avec François Jost et Myriam Tsikounas)  (ISBN 978-2859446482)
- Dix ans d’histoire culturelle, Lyon, Presses de l’ENSSIB, coll. « Papiers », 2011, 314 p. (codirigé avec Evelyne Cohen, Laurent Martin et Pascal Ory)
- L’Ennui. Histoire d’un état d’âme, XIXe – XXe siècle, Paris, Publications de la Sorbonne, 2012, 288 p. (codirigé avec Christophe Granger, Sylvain Venayre, Nathalie Richard)
- Une histoire des festivals, XXe – XXIe siècles, Paris, Publications de la Sorbonne, 2013, 354 p. (codirigé avec Anaïs Fléchet, Patricia Hidiroglou, Caroline Moine, Julie Verlaine)
- Au théâtre ! La sortie au spectacle, XIXe – XXIe siècles, Paris, Publications de la Sorbonne, 2014, 320 p. (codirigé avec Jean-Claude Yon)
- Archives et spectacle vivant, Paris, Publibook, 2014, 170 p. (codirigé avec Marianne Filloux-Vigreux, Joël Huthwohl et Julien Rosemberg)
- Une autre histoire du théâtre. Discours de crise et pratiques spectaculaires, France, XVIIIe – XXIe siècles, Paris, CNRS Editions, 2020  (ISBN 978-2-271-12145-5)